# Connew Racing Team
Vous lisez un « bon article » labellisé en 2009.
Darnval Connew Racing Team, plus communément appelée Connew, est une éphémère écurie anglaise artisanale fondée en 1971 par Peter Connew. Cette écurie construit son propre châssis de Formule 1, la Connew PC1, destiné à être engagé en championnat du monde en 1972. Faute de moyens financiers et techniques, la PC1 ne prend qu'un seul départ en championnat du monde, à l'occasion du Grand Prix d'Autriche avec le pilote français François Migault à son volant. À l'issue de cette course où sa monoplace abandonne après une vingtaine de tours, Peter Connew renonce à poursuivre en championnat du monde et s'engage sur quelques épreuves hors-championnat du monde, sans succès. La monoplace est alors reconvertie en Formule 5000 mais le manque de résultats conduit l'écurie à fermer définitivement ses portes à la fin de l'année 1974.

## Historique

### 1969: Peter Connew découvre la Formule 1

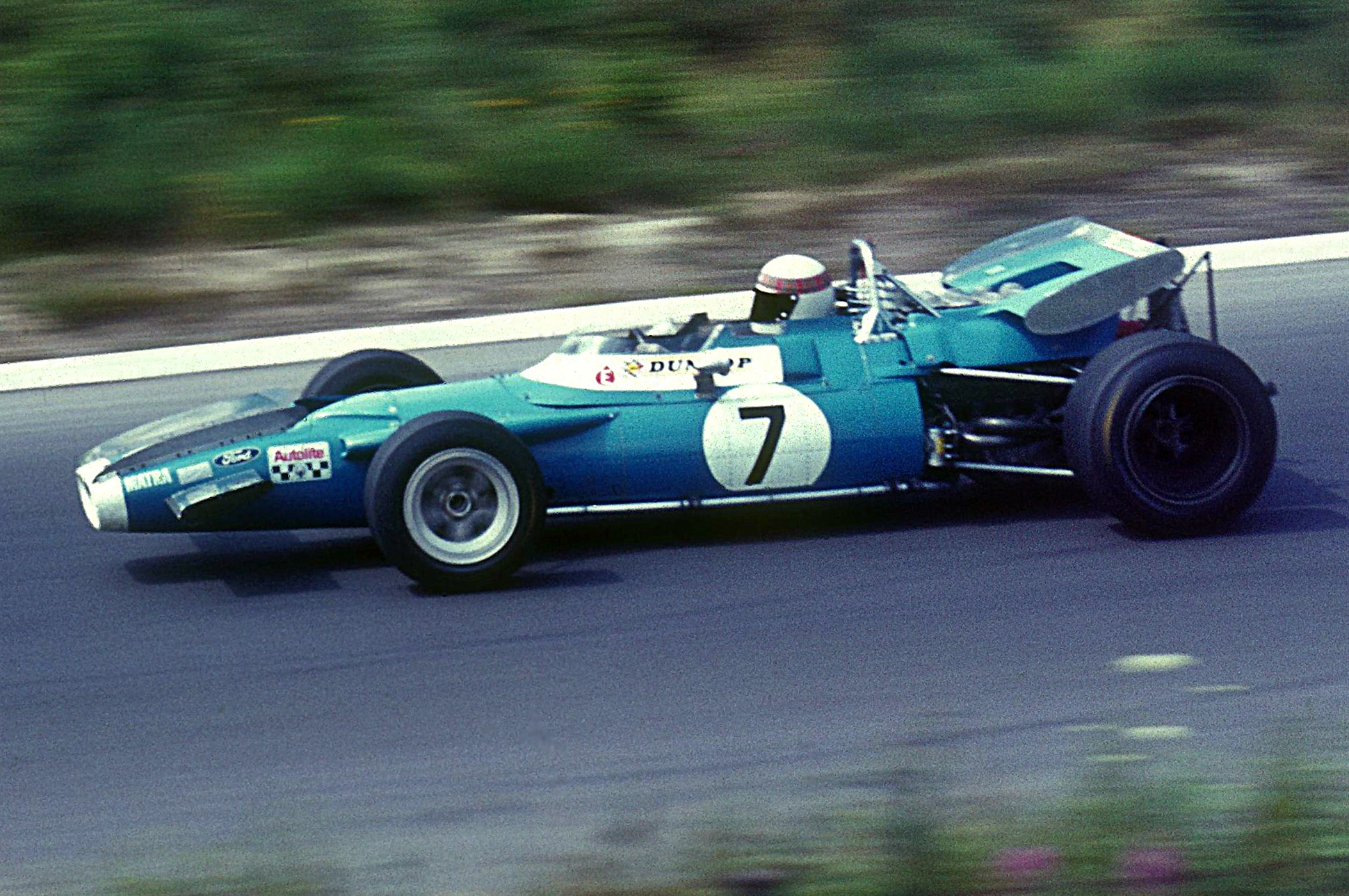
Pour son premier Grand Prix, Peter Connew assiste à la victoire de Jackie Stewart sur Matra MS80.

Contrairement à la majorité des acteurs évoluant dans le monde de la compétition automobile, Peter Connew ne découvre la Formule 1 que très tard, à 24 ans, alors qu'il est apprenti-dessinateur industriel pour une fabrique de tables d'enregistrement et de mixage. En 1969, alors qu'il n'est absolument pas intéressé par la Formule 1, un collègue de travail lui demande de l'accompagner au Grand Prix d'Italie à Monza. Comme son employeur refuse de lui accorder un congé, Connew démissionne pour assister à son premier Grand Prix.
L'épreuve est une des plus intenses de la saison puisque Jackie Stewart s'impose avec seulement 80 millièmes de secondes sur Jochen Rindt, 170 millièmes sur Jean-Pierre Beltoise et 190 millièmes sur Bruce McLaren. Le pilote britannique remporte son premier titre de champion du monde, de même que son écurie Matra, alors qu'il reste encore trois épreuves à disputer. Connew tombe immédiatement sous le charme du bruit des moteurs de Formule 1, notamment les V12 Ferrari et BRM et envisage de chercher un emploi dans le domaine de la course automobile.

### 1970-1971: apprentissage chez Surtees et conception de sa propre monoplace

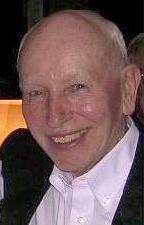
Le champion du monde de Formule 1 John Surtees introduit Connew dans le monde de la course automobile.

Dès son retour en Angleterre, Connew cherche un emploi lié à la compétition automobile et, par l'intermédiaire d'un ami, rejoint l'écurie Surtees Racing Organisation, basée à Edenbridge dans le Kent, et fondée par le pilote britannique John Surtees, champion du monde de Formule 1 en 1964,. Cette équipe, créée en 1966, a permis à son fondateur de remporter le championnat CanAm dès sa première édition, avec trois victoires en six courses, au volant d'une Lola-Chevrolet. Surtees souhaite désormais acquérir le statut de constructeur et organise sa société en deux entités : Surtees Racing, l'écurie de course proprement dite et TS Research, un nouveau département chargé de la conception des monoplaces. En 1969, l'équipe conçoit sept exemplaires de la TS5, sa première monoplace de Formule 5000. Elle est déclinée en TS5A, en neuf exemplaires, la saison suivante,.
La première mission d'ingénierie de Peter Connew au sein de TS Research est la modification de la suspension arrière de la TS5A. Il confiera plus tard : « I didn't have the foggiest idea of what they were talking about but I asked around and everyone was helpful, so, I stuck in. (Je n'avais pas la moindre idée de ce qu'on me demandait, j'ai alors demandé de l'aide autour de moi, et comme tout le monde m'a aidé, je me suis lancé.) »
En 1970, John Surtees, dont les résultats en tant que pilote de Formule 1 déclinent inexorablement (quatrième du championnat du monde en 1967 chez Honda, septième en 1968 chez Honda puis onzième en 1969 chez Owen Racing Organisation-BRM) éprouve des difficultés à trouver un volant et engage alors son écurie en championnat du monde. Connew est chargé de la conception de la monoplace, la TS7, mais il apparaît rapidement qu'elle ne pourra pas être alignée dès le début de la saison. Une McLaren M7C de la saison précédente est alors achetée et confiée à Connew qui réalise des modifications des pontons latéraux et des réservoirs obligatoires à la suite d'un changement de réglementation sportive qui impose l'utilisation de réservoirs d'essence souples. Cette réalisation est à l'origine de la décision de Connew de se lancer dans la conception de sa propre monoplace : « John Surtees bought Bruce McLaren's M7C which we had to modify with new fuel tanks ... When the car was wheeled out, freshly painted for the first time in a gorgeous red and the sun caught it and I thought I must built something like that. (John Surtees avait acheté une Mclaren M7C dont il fallait modifier les réservoirs. Lorsque la voiture fit ses premiers tours de roues, fraîchement peinte en un rouge sublime brillant sous le soleil, je me suis dit que je devais moi aussi construire quelque chose de semblable.) »

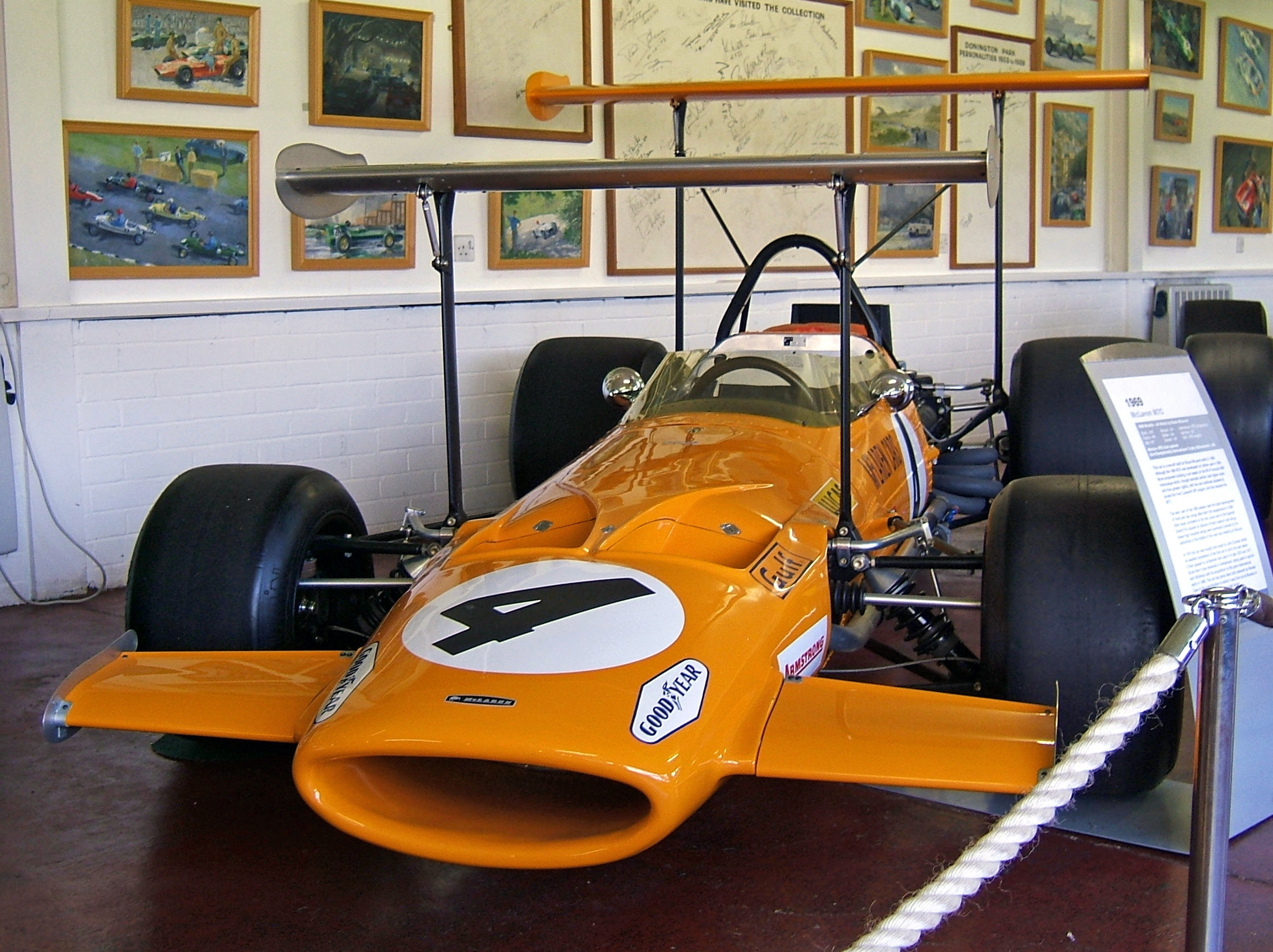
Peter Connew est chargé de mettre aux normes 1970 cette M7A de 1969.

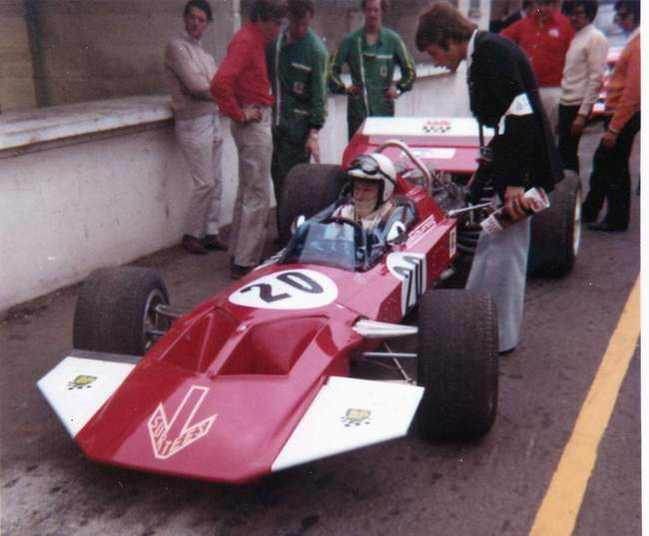
John Surtees pilote la TS7 dessinée par Peter Connew à Brands-Hatch en 1970.

Une semaine après la sortie de la « M7C-Surtees », et alors qu'il est en pleine conception de la TS7, Connew entame le dessin de sa monoplace, la PC1,. Alors qu'il est novice dans le milieu et n'a aucune notion d'aérodynamique, il choisit de concevoir une monoplace de Formule 1 alors que la raison voudrait qu'il commence par une Formule Ford, plus rustique et moins onéreuse. Connew avouera qu'il a construit une monoplace de Formule 1 car les F1 et les F5000 étaient les seules machines au sujet desquelles il avait quelques connaissances.
Au volant de la M7C de transition engagée pour les six premières épreuves, John Surtees ne reçoit qu'une seule fois le drapeau à damier, en sixième position lors du Grand Prix des Pays-Bas. La TS7 de Connew fait son entrée à Brands Hatch pour le Grand Prix de Grande-Bretagne mais Surtees abandonne au cinquante-et-unième tour sur perte de pression d'huile,,. Lors de l'épreuve suivante, en Allemagne, Surtees occupe la troisième place avant d'abandonner sur casse moteur en vue de l'arrivée. L'écurie inscrit ses premiers points au Grand Prix du Canada où Surtees se classe cinquième.
La TS7 remporte sa première victoire le 22 août 1970, à Oulton Park quand John Surtees remporte l'International Gold Cup, une épreuve hors-championnat du monde qui associe des Formule 1 et des Formule 5000 (notamment une Surtees TS5A pilotée par Alan Rollinson),. Peter Connew prend alors conscience que ses créations peuvent s'illustrer en compétition : s'il poursuit son activité d'ingénieur-concepteur chez Surtees, il est conforté dans l'idée qu'il peut mener à bien son propre projet de réalisation d'une monoplace de Formule 1.

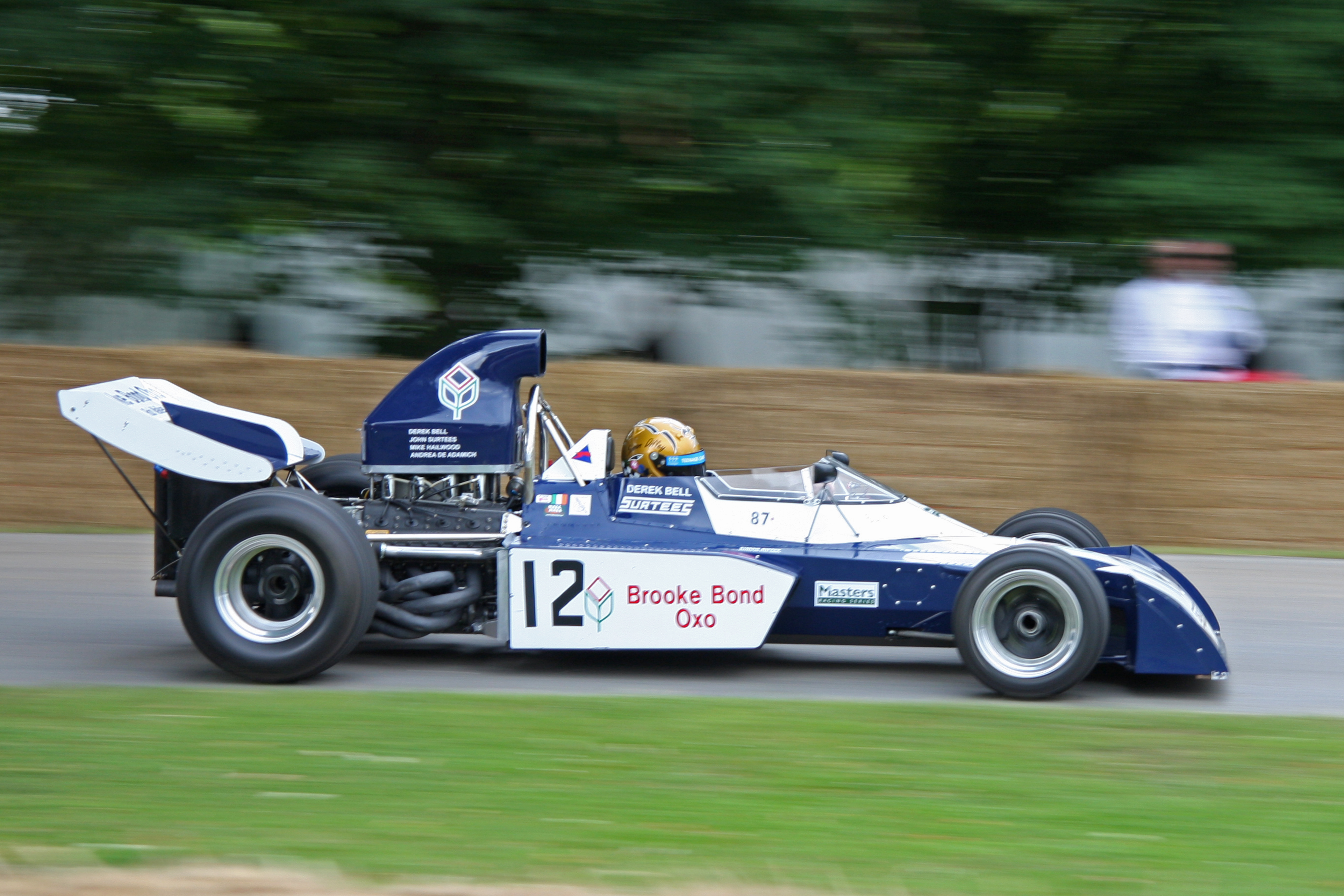
La Surtees TS9B est la dernière Surtees conçue par Connew.

Connew développe la nouvelle Surtees TS9, produite en deux exemplaires car Rolf Stommelen épaule désormais le patron-pilote. Simple évolution de sa précédente création, la monoplace est plus courte, plus large et plus légère du fait d'un réservoir de moindre capacité. La monoplace est, par contre, sujette à un souci de tenue de route. Stommelen inscrit trois points à Monaco et se classe cinquième à Silverstone,. Surtees se classe cinquième du Grand Prix des Pays-Bas et sixième de son Grand Prix national. Les monoplaces de Connew permettent à l'écurie de se classer huitième du championnat du monde. John Surtees accorde à nouveau sa confiance à Peter Connew pour 1972 et lui confie la conception de la TS9A.
Parallèlement, Connew s'attèle à la construction de sa monoplace. En février 1971, il dévoile à son cousin Barry Boor, passionné de compétition automobile, dans l'appartement d'un ami commun de Barking dans l'Essex, son premier châssis posé à même le sol. Connew l'informe que le gabarit d'un second châssis est en construction dans le garage d'un autre ami. Il annonce qu'il espère engager sa monoplace au Grand Prix de Monaco qui se déroule le 23 mai 1971.
Connew demande à Boor, professeur d'ébénisterie, de réaliser un modèle réduit de la future monoplace pour la présenter à d'éventuels commanditaires. Dans le même temps, en pleine conception de la Surtees TS9A, il annonce à son patron qu'il le quitte pour voler de ses propres ailes, ce qui provoque un fort ressentiment de John Surtees à son encontre.

### 1971-1972: Peter Connew construit la PC1 001

#### Le projet PC1
Connew trouve un nouvel emploi dans une petite officine d'ingénierie, ce qui lui permet de gagner un peu d'argent qu'il investit immédiatement dans la construction de sa monoplace, et de construire de petits éléments du châssis pendant ses heures de repos. Il souhaite, comme le font de nombreuses officines de compétition britannique, construire une « kit-car » : un châssis artisanal sur lequel sont greffés un bloc moteur Ford-Cosworth V8 DFV et une boîte de vitesses Hewland.
Peter Connew a acquis de l'expérience chez Surtees et veut doter sa monoplace d'un faux-châssis avant pour recevoir un système de suspension « in-board ». Il dessine également son propre système de suspension arrière. La face avant de la monoplace est ingénieuse avec l'installation du radiateur dans le faux-châssis avant quasiment à l'horizontale, selon un angle de 5°, afin de limiter les turbulences aérodynamiques. L'ensemble du châssis est à base d'aluminium car nombreuses pièces sont mises à sa disposition à prix d'achat par des fournisseurs enthousiasmés par son pari.

#### La réalisation de la Connew PC1 001

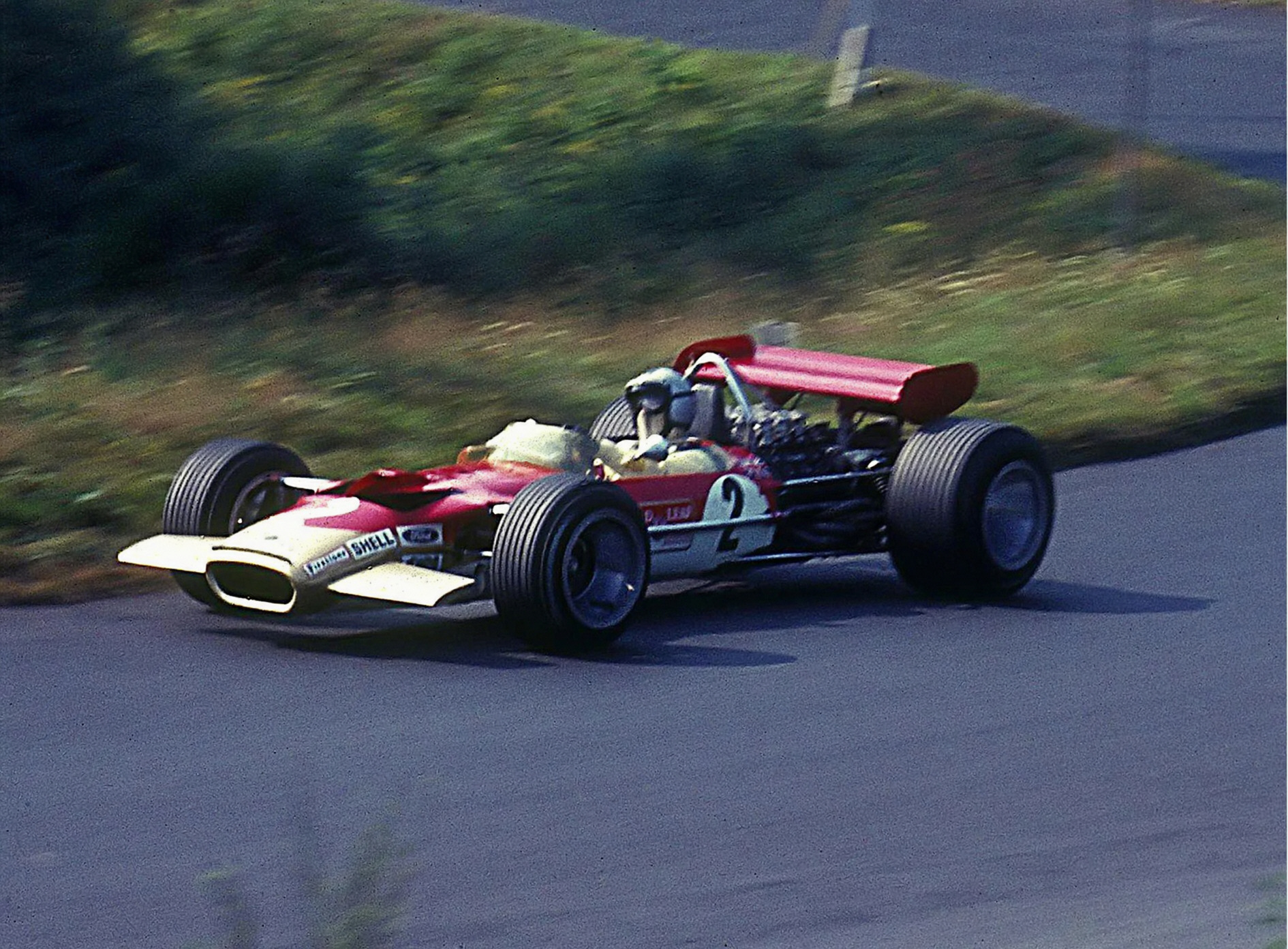
Le moteur de la PC1 est l'ancien moteur de la Lotus de Jochen Rindt en 1969.

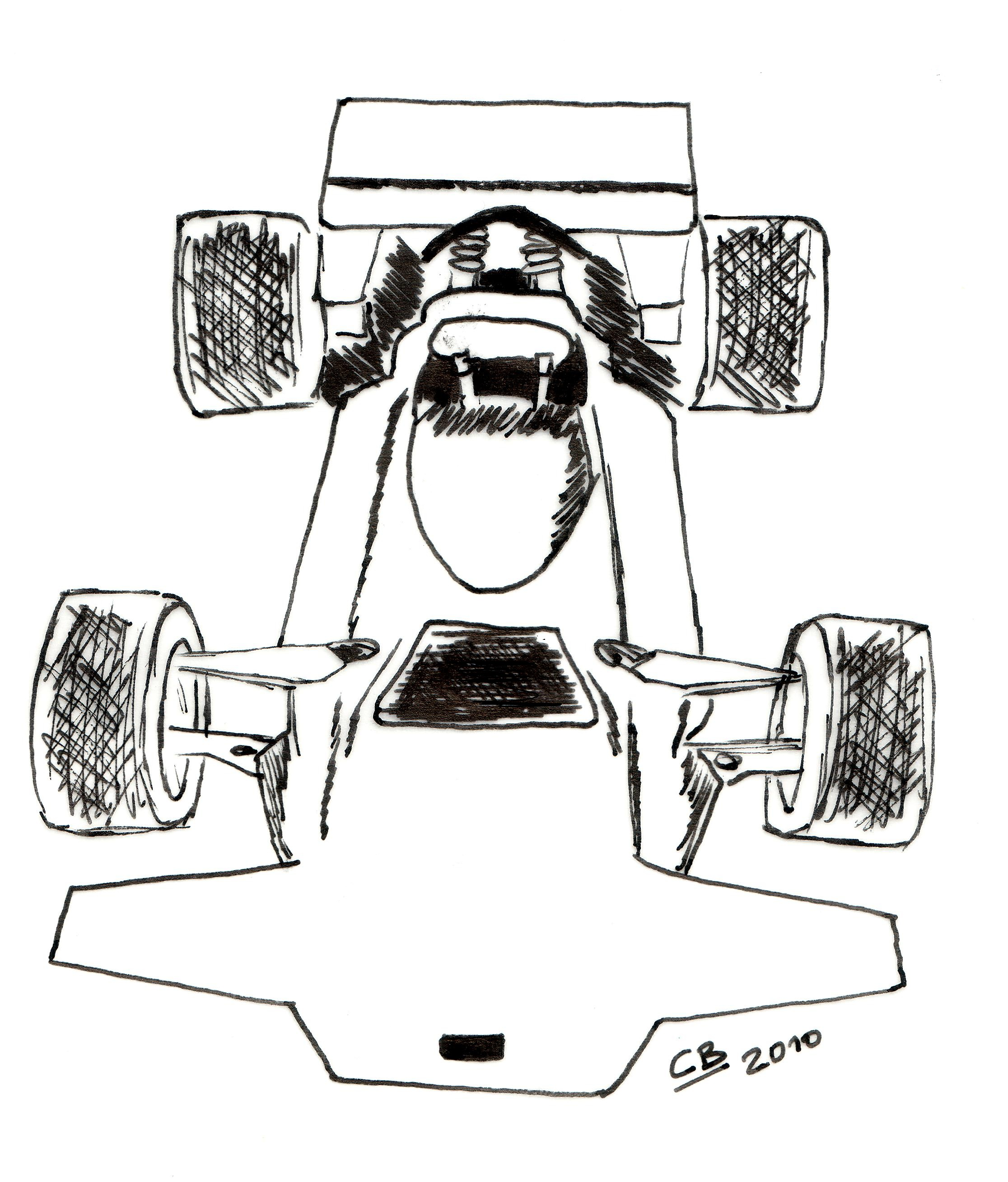
La Connew PC1.

Début mars, afin de construire la Connew PC1 001, Connew loue un garage à Chadwell Heath pour entreposer son châssis et les pièces mécaniques usinées. Une équipe d'amis bénévoles se réunit pour l'aider : Barry Boor, Roger Doran (décorateur de magasin), son père Ron (soudeur) et Ronnie Olive qui quitte rapidement l'aventure. Tous conservent leur activité professionnelle et ne consacrent que les weekends et trois soirées par semaine au projet : à ce rythme, la monoplace ne peut pas être prête pour Monaco.
Malgré le manque de moyens financiers, Peter Connew réalise une monoplace de belle facture : toutes les pièces en aluminium sont anodisées et celles en acier sont chromées. Ron Doran se charge des soudures tandis que Boor réalise les gabarits en bois nécessaires à la construction de la coque en matériaux composites et fabrique également ces éléments en matériaux composites, un domaine qui lui est pourtant parfaitement étranger. Boor quitte même son emploi pour se consacrer à plein temps à sa nouvelle tâche. Alors que toutes les écuries font appel à des sous-traitants spécialisés pour mouler leur carrosserie, celle de la PC1 est entièrement réalisée « à la main », seul l'aileron arrière est réalisé en aluminium,.
Connew, qui recherche un moteur et une boîte de vitesses, fait appel à ses connaissances chez Surtees Racing Organisation. Il déniche ainsi une boîte de vitesses Hewland DG 300 et un moteur Ford Cosworth DFV V8. Ni le moteur, ni la boîte ne sont en état de fonctionnement mais sont montés sur la monoplace « à blanc » afin de vérifier l'ajustement châssis-mécanique et aussi pour pouvoir présenter une monoplace « grandeur nature » à un éventuel commanditaire. Le moteur installé n'est autre que le Cosworth DFV no 906 avec lequel Jochen Rindt a remporté son premier Grand Prix de Formule 1 à Watkins Glen en 1969.
La PC1 001 est peinte dans une livrée rouge semblable à celle de la Mclaren M7C qui avait tant impressionné Peter Connew. Dotée de jantes et de pneumatiques de compétition empruntés, elle est envoyée en séance de photographies. Elle n'est pas en état de fonctionner mais les photos, combinées à la maquette de Barry Boor, peuvent aider Connew dans sa recherche de partenaires financiers.
Faute de temps et de moyens, la PC1 001 ne peut pas être alignée en championnat en 1971. Le coup de grâce arrive lorsqu'est publié le nouveau règlement technique de la saison 1972. Les monoplaces répondant aux spécifications techniques de 1971 doivent être profondément modifiées pour 1972. En effet, le poids minimal passe de 530 à 550 kg, les dimensions du cockpit sont revues à la hausse, les réservoirs doivent contenir une mousse anti-incendie et l'épaisseur des plaques de magnésium utilisées pour le châssis doit être au minimum de 3 millimètres. Comme le châssis PC1 001 n'est plus engageable en compétition, il va servir de vitrine technologique pour le démarchage de partenaires financiers.
Le « commando Connew » se lance un nouveau défi : construire une seconde monoplace répondant au nouveau règlement, la PC1 002.

### 1972: création de la nouvelle PC1 002

#### Présentation officielle de la PC1 et recherche de sponsors

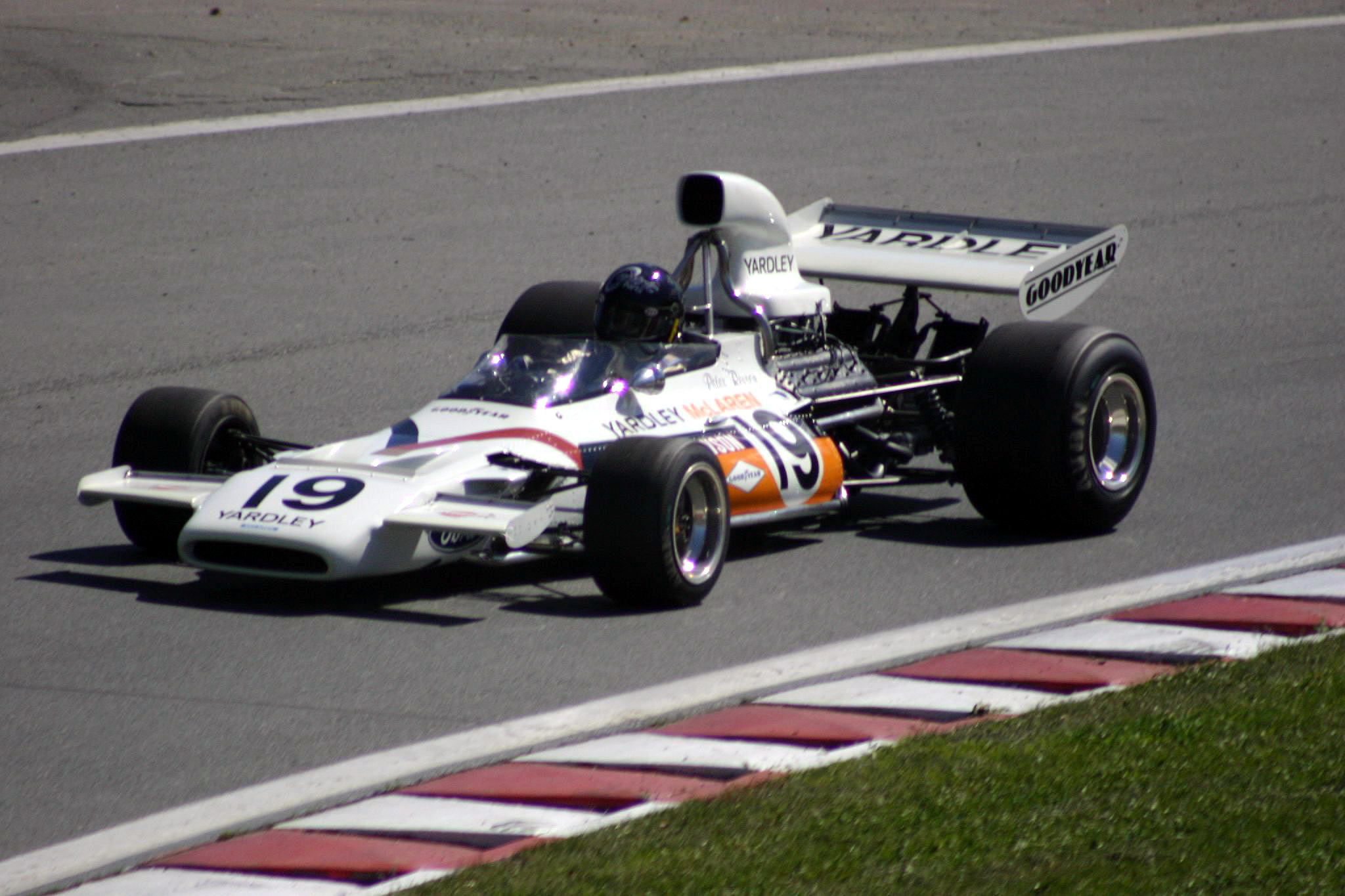
McLaren obtient le sponsoring de Yardley au détriment de Connew.

À la demande de Connew, Boor peint le modèle réduit de la PC1 aux couleurs de l'emballage d'après-rasage Black label de la firme de cosmétiques Yardley of London, ancien commanditaire de l'écurie BRM. Munie de la maquette, Peter Connew rencontre les responsables de Yardley qui se montrent réceptifs à sa proposition de partenariat mais avouent avoir déjà signé un contrat exclusif avec McLaren pour 1972,. Connew contacte alors Phil Kerr, le dirigeant de McLaren à l'origine du rapprochement avec Yardley, qui vient de passer une annonce dans la presse anglaise pour la vente d'un moteur Ford-Cosworth DFV 902 d'occasion. Kerr informe Connew qu'il ne peut l'aider à obtenir un contrat publicitaire en raison de l'exclusivité liant Yardley et McLaren mais lui promet de lui vendre le moteur de course à des conditions privilégiées.
En janvier 1972, John Webb, le propriétaire du circuit automobile de Brands Hatch, organise le Racing Car Show, un événement destiné aux amateurs de compétition automobile. Connew y présente sa monoplace, toujours pas finalisée et encore munie d'un moteur et d'une boîte de vitesses factices. Les voitures sont exposées dans un ferry-boat stationné au pied de la Tour de Londres où sont accueillis public, journalistes et pilotes de course.
Dougt Nye, journaliste du magazine spécialisé Autosport consacre un article à la voiture dans le no 46 de la revue qui paraît le 17 février 1972. John Bolster, l'éditeur du magazine, est stupéfait par l'aérodynamisme de la monoplace et l'ingénieuse disposition des radiateurs. La PC1 fait même la couverture d'un magazine japonais spécialisé où est traduit une version étendue de l'article originel de Dougt Nye. Stuart Turner, directeur du département compétition de Ford, est impressionné par la qualité de réalisation de la monoplace. Le jeune pilote Tony Trimmer, champion britannique du championnat de Formule 3 BRSCC Shell Motor Sport F3 en 1970 s'installe dans le cockpit et déclare : « It's one of the most comfortable cars I've ever sat in. (C'est une des voitures les plus agréables dans laquelle je me suis installé.) »
Bien que la PC1 soit favorablement accueillie par le monde de la compétition automobile britannique, Connew échoue dans sa mission principale : il n'a obtenu aucun partenariat financier pour 1972.

#### Recherche de pilote et de financement

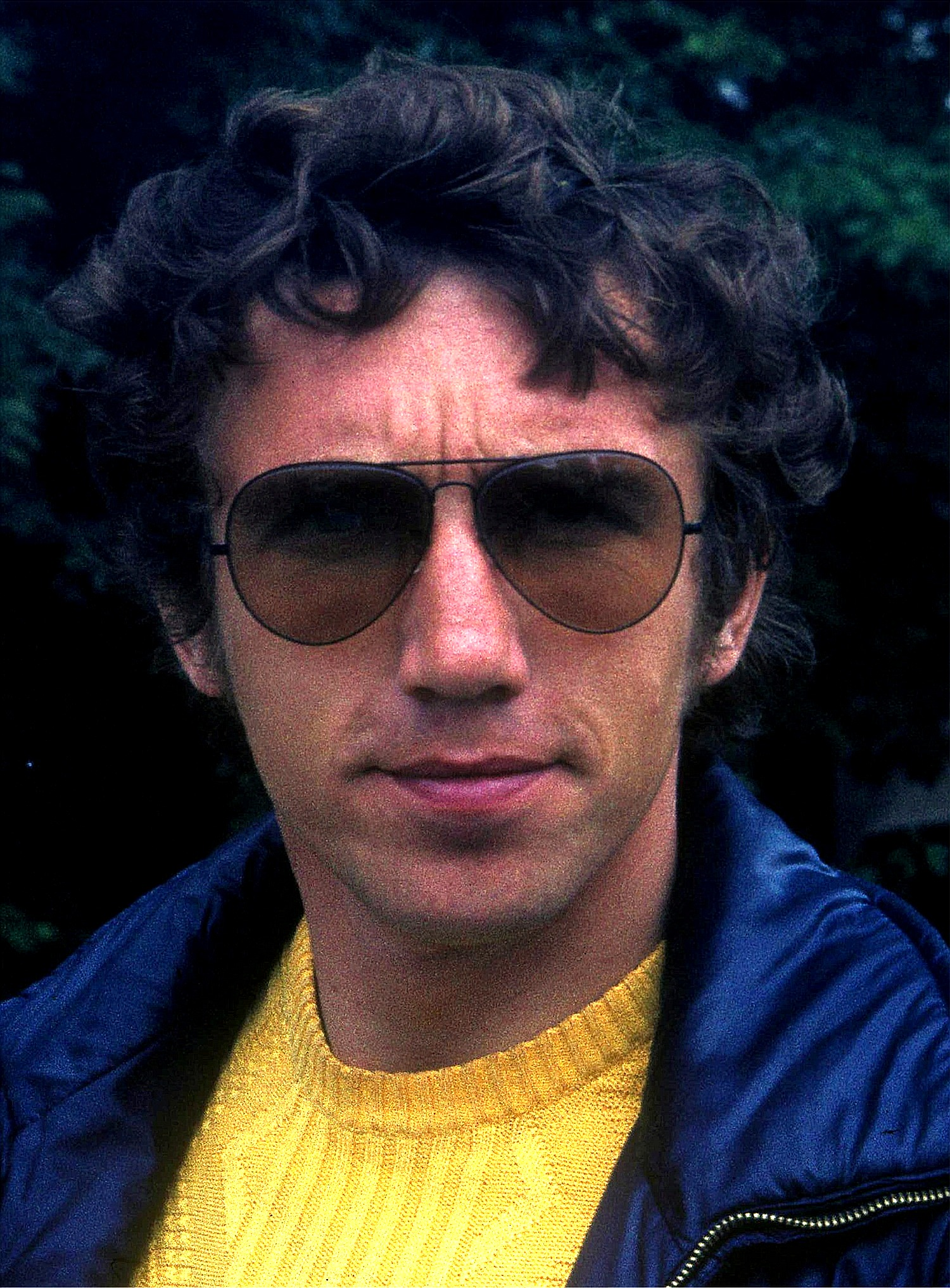
Rolf Stommelen, un temps pressenti, décline l'offre de Connew.

Alors que la saison 1972 est déjà entamée, le Grand Prix d'Argentine se tenant le 23 janvier, Connew n'a toujours personne pour piloter sa voiture et apporter un complément de budget pour disputer les différentes courses du championnat : le jeune Howden Ganley, champion britannique de Formule 3 en 1970 a finalement obtenu un contrat avec l'écurie Marlboro-BRM. Gerry Birrell, pilote de Formule 3 et Formule 2 (qui gagnera les 24 heures du Mans 1972 en catégorie TS 3 litres associé à Claude Bourgoignie) n'a quant à lui pas le budget suffisant. Rolf Stommelen, que Connew a côtoyé chez Surtees est également contacté après son renvoi par John Surtees fin 1971 mais vient juste de signer avec une autre petite écurie privée, Eifelland Racing,.
Toujours en quête d'un pilote, Connew fait appel à l'agence Promoto de Brian Kreisky qui met en relation écuries et pilotes. À Pâques, Connew rencontre le jeune Français François Migault, un ancien vainqueur du Volant Shell qui a participé au Championnat de France de Formule 3 en 1970 et 1971. Migault a également disputé deux épreuves de Formule 2 où il s'est distingué en se classant quatrième à Albi puis cinquième à Rouen et quelques épreuves au volant d'une petite voiture 2 litres sport conçue artisanalement au début de l'année par Vincent Mausset et Francis Lechère sous la marque Darnval,.
Mausset est prêt à offrir à Migault son premier volant en Formule 1 si l'écurie associe le nom de sa marque à celui de son fondateur. Il assure à Connew disposer d'environ 40 000 livres sterling ou 60 000 francs français,. L'écurie est alors baptisée Darnval-Connew Racing Team. Peter Connew estime qu'avec une telle somme, il peut garantir à Migault de disputer cinq épreuves de championnat du monde : les Grands Prix de France, de Grande-Bretagne, d'Allemagne, d'Autriche et d'Italie.

#### Finalisation de la Connew PC 002

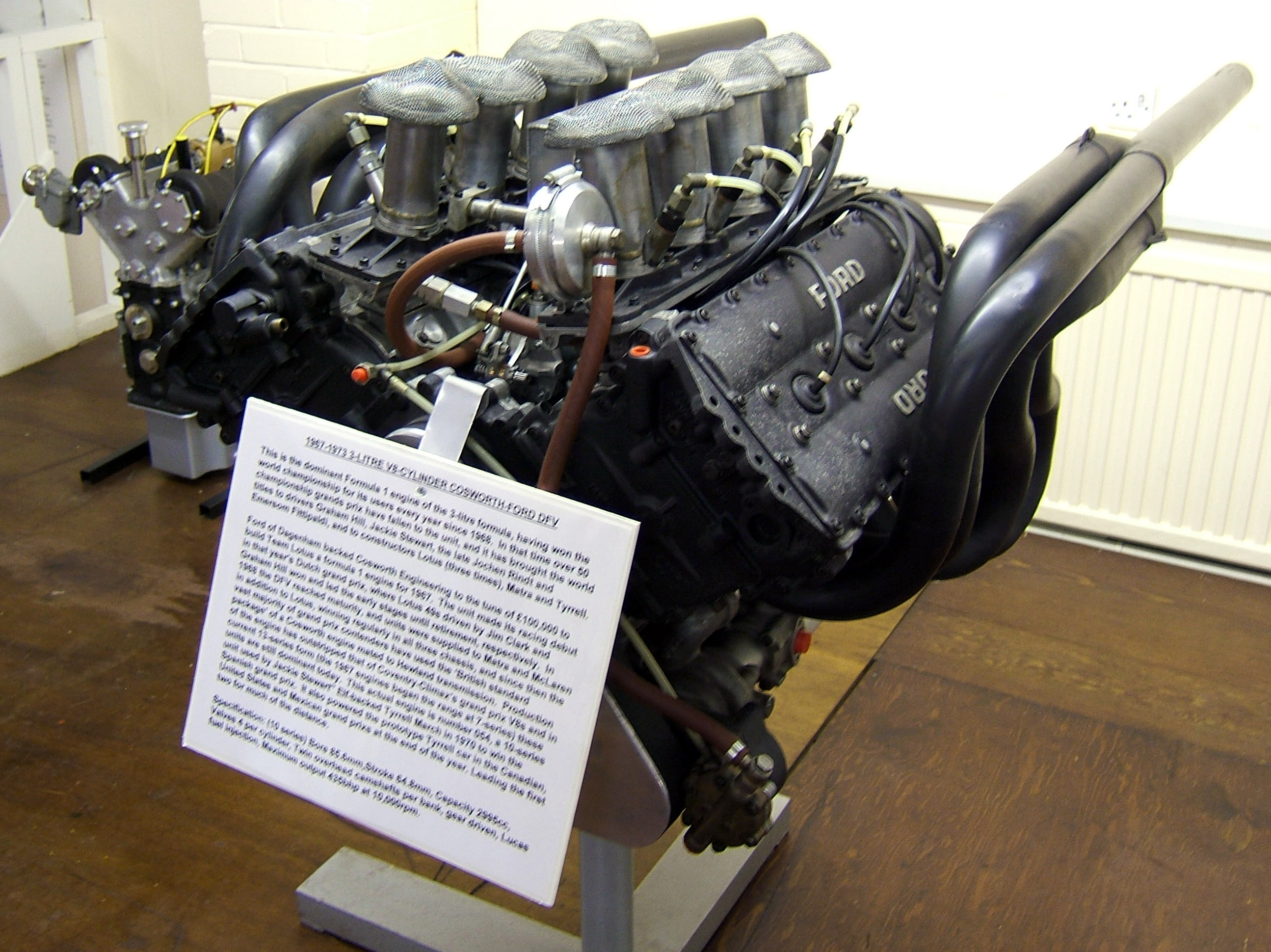
La PC1 utilise un V8 Cosworth DFV.

Avec les premiers subsides de Mausset, Connew accorde, pour la première fois depuis le début de l'aventure, un salaire à ses comparses : 30 livres sterling par semaine. Il peut surtout acheter le moteur de sa monoplace. Phil Kerr, fidèle à sa promesse, lui fournit un Cosworth DFV 902 pour la modique somme de 1 000 livres sterling d'avance et une consigne : si le moteur est endommagé, les frais de remise en fonctionnement seront à la charge de l'écurie. Cette condition amène les membres de l'équipe à fixer un régime maximal d'utilisation de 9 000 tours par minute afin d'éviter une casse potentielle du bloc de 1969.
Peu après, une boîte de vitesses Hewland DG 300 à cinq rapports est accouplée au Cosworth, lui-même relié au système d'échappement. Les réservoirs d'essence sont installés et la monoplace repose sur des jantes munies de pneumatiques Firestone. À la suite de sa victoire au Volant Shell, François Migault continue d'être soutenu financièrement par la compagnie pétrolière qui fournit le carburant et l'huile de course.

### Connew participe au championnat du monde de Formule 1 en 1972

#### Grand Prix de France
Si l'équipe n'était manifestement pas en mesure de participer au Grand Prix de Monaco le 14 mai, François Migault tient absolument à ce que la monoplace soit prête pour le Grand Prix de France, le 2 juillet sur le Circuit de Charade près de Clermont-Ferrand. Le pilote est persuadé qu'une participation à son Grand Prix national va attirer des commanditaires français susceptibles d'apporter un complément de budget.

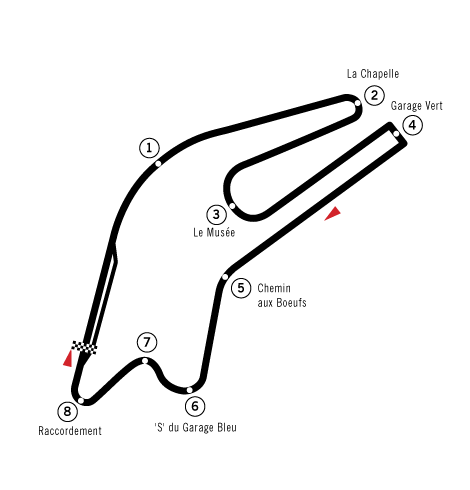
La PC1 fait ses premiers tours de roue sur le circuit Bugatti du Mans.

François Migault obtient de son frère le prêt d'un camion transporteur et son chauffeur (aucun membre de l'équipe n'a le permis poids lourd) pour relier le Puy-de-Dôme. Il souhaite faire une halte du côté du Mans où réside sa famille. Le 26 juin, à une soixantaine de kilomètres du Mans, le camion tombe en panne et Migault rapatrie toute l'équipe au Mans où est improvisée une séance d'essais sur le Circuit Bugatti pendant que le camion part en réparation.
Migault en profite pour faire peindre le museau et l'entourage du cockpit en jaune pour que la livrée de la PC1 rappelle les couleurs de Shell, son principal soutien. Elle reçoit également des autocollants Shell sur ses flancs ainsi que des autocollants SAPAL (une entreprise de construction de chalets en bois dirigée par le frère de François Migault). Les deux « sponsors officiels » (carburant et logistique) seront désormais bien visibles sur les éventuelles photos prises à l'occasion du Grand Prix de France,.
La monoplace parcourt ses premiers hectomètres sur la voie des stands du circuit Bugatti lorsque Peter Connew décèle un souci au niveau de la suspension arrière. Migault, après deux tours de circuit, confirme le problème : un triangle de suspension est cassé. Durant le transport, la monoplace n'a été fixée qu'au niveau des roues et le châssis, libre de ses mouvements, a rebondi trop souvent et brutalement sur le fond du camion, jusqu'à provoquer la casse.
La déception est grande pour l'équipe qui renonce à s'engager au Grand Prix de France. Doran profite toutefois des installations mancelles pour fabriquer de nouveaux éléments de suspension plus solides qui sont testés en piste le temps que le camion soit réparé et puisse reconduire l'équipe en Angleterre,.

#### Grand Prix de Grande-Bretagne

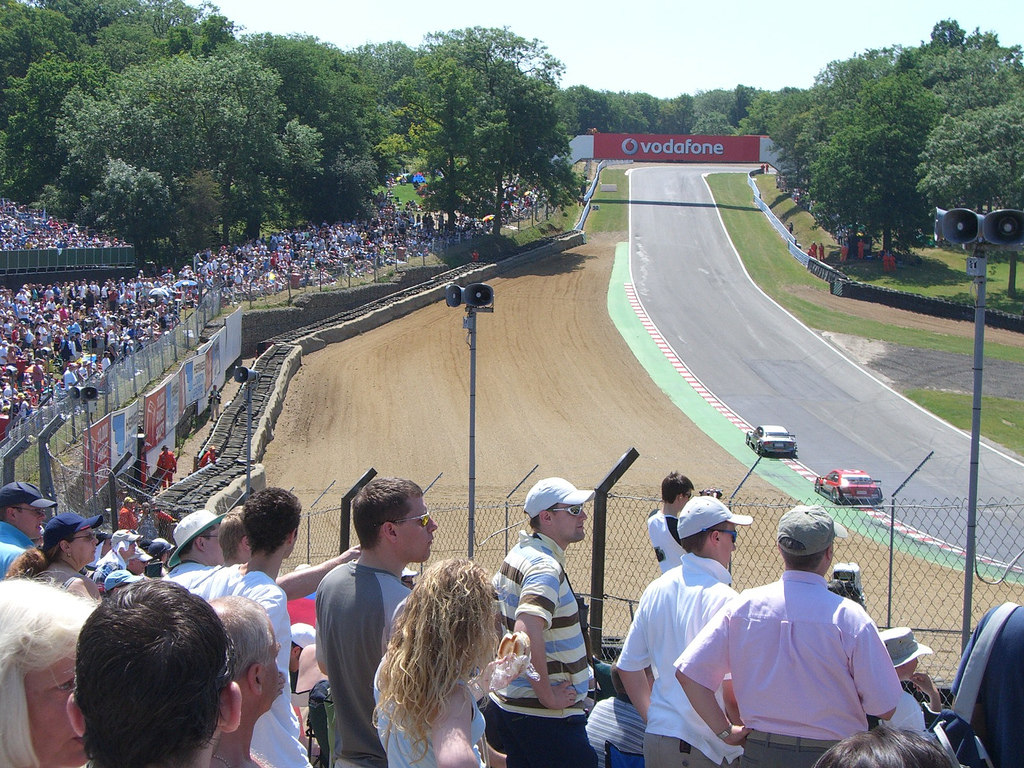
Paddock Hill Bend où la PC1 abandonne durant les essais qualificatifs.

En Angleterre, l'écurie effectue plusieurs séances d'essais sur les pistes de Goodwood dans le West Sussex et Snetterton près de Norwich, dans le but de tester les éléments de suspension fabriqués au Mans.
Connew s'engage officiellement pour le Grand Prix de Grande-Bretagne qui se déroule le samedi 15 juillet à Brands Hatch et se présente sur le circuit le jeudi précédent la course pour les essais. Chaque équipe peut effectuer autant de tours qu'elle le souhaite pour décrocher sa qualification. La première condition est de réaliser un temps minimal au moins égal à 110 % de la pole position. La seconde condition est de boucler les essais parmi les 25 meilleurs temps puisque la grille n'accueille que 25 monoplaces au départ. Cette condition est la plus difficile car 34 concurrents sont en lice : la Grande-Bretagne est une des principales nations de la Formule 1 et de nombreuses écuries britanniques souhaitent y briller comme Surtees qui engage trois voitures dont deux semi-privées, Clarke-Mordaunt-Guthrie Racing et Speed International qui engagent des March, Scribante Lucky Strike Racing qui engage une Lotus ou même BRM qui présente cinq monoplaces tandis que l'équipe officielle John Player Team Lotus aligne trois monoplaces.
Darnval-Connew n'effectue que quelques tours le jeudi après-midi pour économiser son moteur. Migault, à son troisième tour lancé, réalise un temps de 1 min 30 s 3, soit trois secondes de plus que le temps du vingt-cinquième, Henri Pescarolo. Juste après, alors qu'il cherche à améliorer son temps, il stoppe en bas de Paddock Hill à cause d'un souci de suspension arrière. Les ressorts d'amortisseurs ne reprennent pas leur position initiale après leur compression, ce qui provoque un affaissement du train arrière et rend la voiture inconduisible.
La suspension est totalement démontée et l'équipe retourne à son atelier pour procéder aux réparations. Le samedi matin, après 40 heures de travail, alors que les pièces sont chargées dans le camion pour retourner à Brands-Hatch et qu'une escorte de la police de l'Essex est présente pour permettre à l'équipe de rejoindre au plus vite le circuit, Ron Doran remarque une fissure d'un longeron arrière. De nouvelles longues heures de travail sont à prévoir d'autant que, sur le circuit, Rolf Stommelen établit le vingt-cinquième temps en 1 min 26 s 3, soit quatre secondes de mieux que le meilleur temps de Migault. Dépité, Peter Connew renonce à poursuivre les essais qualificatifs.

#### Grand Prix d'Allemagne

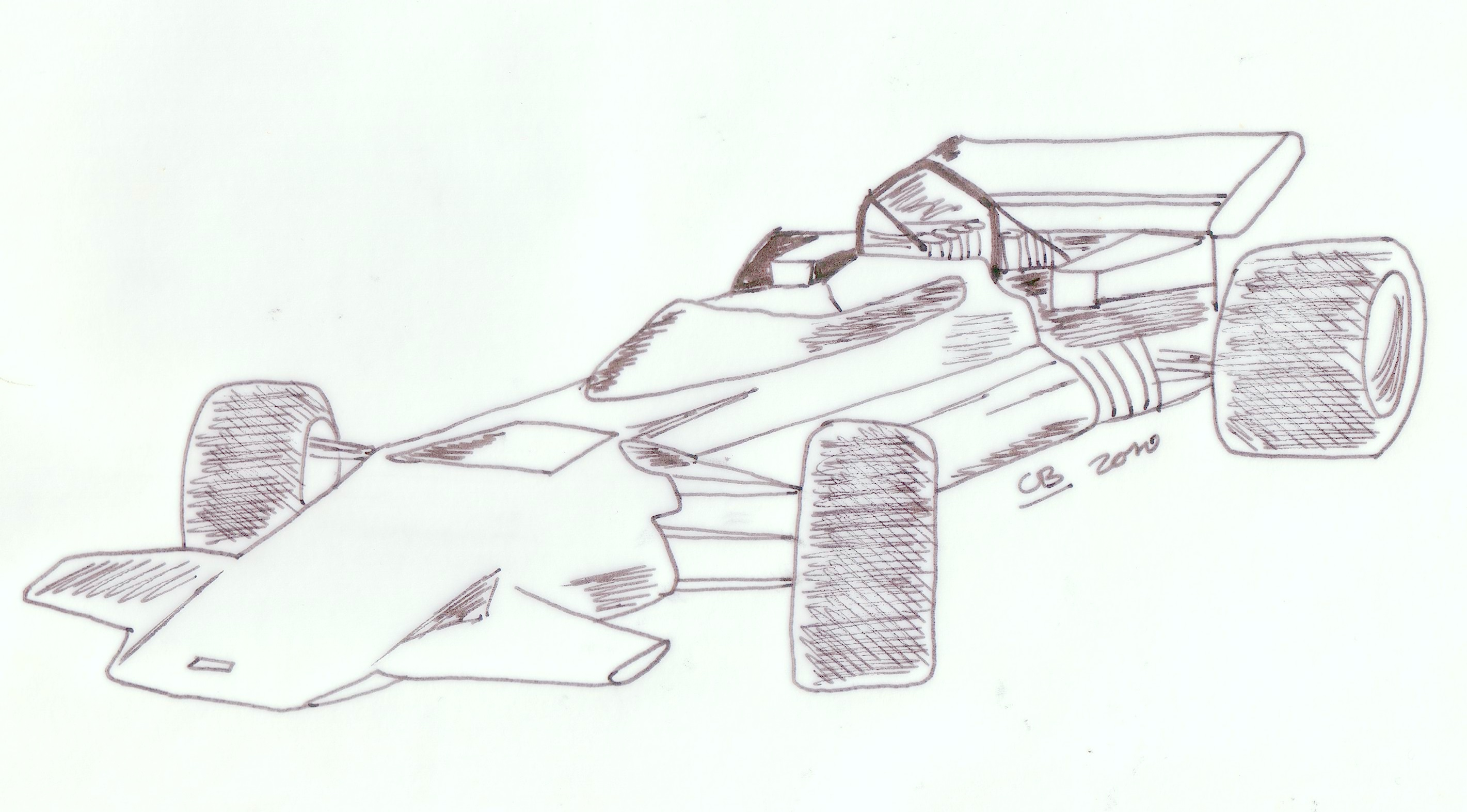
La Connew PC 001B.

Bien que Brian Kreisky de l'agence Promoto n'a pas encore acquitté les droits d'engagement pour le Grand Prix d'Allemagne, Migault convainc l'équipe d'effectuer quand même le voyage vers le Nürburgring où le Grand Prix se déroule le 30 juillet. À cette époque, les équipes ne sont pas tenues de participer à toutes les épreuves du championnat du monde et s'engagent en fonction de leur niveau de compétitivité ou selon leurs moyens financiers. Il est fréquent que les organisateurs de Grand Prix acceptent au dernier moment d'inscrire des concurrents.
L'écurie reçoit l'autorisation d'entrer dans le paddock et de se présenter aux vérifications techniques mais les commissaires de course refusent l'inscription car 29 concurrents sont déjà inscrits pour 27 places sur la grille de départ. François Migault et Andrew Ferguson (secrétaire officieux de la Formula One Constructors Association) parcourent les stands pour recueillir le soutien des autres équipes. Seule Surtees Racing Organisation s'oppose à la participation de Connew aux essais qualificatifs mais les commissaires maintiennent leur décision. Darnval-Connew quitte alors le circuit alors que les essais n'ont pas encore débuté et met le cap vers le circuit Bugatti du Mans pour une nouvelle série d'essais.

#### Grand Prix d'Autriche

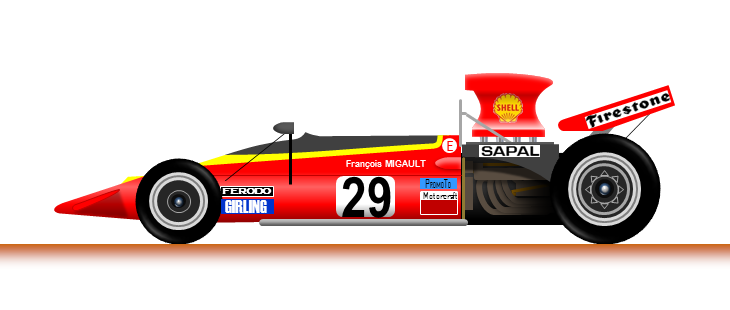
La PC1 engagée au Grand Prix d'Autriche.

Pour préparer le Grand Prix d'Autriche du 13 août, la PC1 est testée au Mans où un problème est décelé au niveau du réservoir de collecte du surplus d'huile. Connew fait réaliser un nouveau réservoir et une modification du circuit d'essence afin de pouvoir l'installer.
La Connew reçoit son numéro de course, le 29, et prend part aux essais sur l'Österreichring. Après quelques tours, les commissaires ordonnent son retour aux stands au motif qu'elle répand de l'huile sur la piste. Comme le réservoir modifié au Mans est toujours à l'origine du problème, Boor le modifie à nouveau dans les stands McLaren, sous la bienveillance de Phil Kerr. Un mécanicien de l'écurie Brabham constate alors que le système d'alimentation en essence est installé à l'envers : toutes les modifications faites pour préparer le Grand Prix allaient à l'encontre de la performance.
Une fois les systèmes d'huile et d'essence correctement remontés, la PC1 reprend ses essais. L'équipe a néanmoins beaucoup moins de pression : bien que 31 pilotes soient engagés, seules 26 monoplaces sont présentes pour 25 places sur la grille. Comme Henri Pescarolo vient de détruire complètement sa Politoys, la PC1 est sûre de pouvoir disputer la course.
François Migault peste de ne pas pouvoir pousser son moteur au-delà des 9 600 tours par minute alors que certains prennent 10 750 tr/min dans les lignes droites. Avec son moteur bridé, il se qualifie en dernière position en 1 min 43 s 88, à près de quatre secondes du vingt-quatrième (Mike Beuttler sur une March-Cosworth en 1 min 39 s 92) et à huit secondes de la pole position d'Emerson Fittipaldi sur Lotus.
La PC1 s'élance donc de la dernière place pour son premier départ en championnat du monde de Formule 1. Migault gagne une place après l'arrêt au stand de Rolf Stommelen au quatrième tour puis une autre au tour suivant avec l'arrêt de Wilson Fittipaldi. À la suite des arrêts de Carlos Pace et Andrea de Adamich et aux abandons de Dave Walker, Clay Regazzoni, Carlos Reutemann et Jacky Ickx, Migault pointe en dix-septième position au vingt-et-unième tour.
Cette position comble l'équipe : en effet, les primes de course sont établies en fonction de la place atteinte au quart de l'épreuve, à la mi-course, aux trois-quarts de l'épreuve et à l'arrivée. En dix-neuvième position au quatorzième tour, Migault récolte la première prime de son écurie. S'il atteint la mi-course, il récoltera assez d'argent pour participer au Grand Prix d'Italie à Monza. Au vingt-deuxième tour, Migault perd le contrôle de sa monoplace, zigzague d'un côté à l'autre de la piste et abandonne sur une nouvelle casse au niveau de la suspension arrière. Cet abandon met un terme à l'aventure en championnat du monde : Mausset n'a en effet pas apporté la totalité du budget initialement promis et la prime de course n'est pas suffisante pour poursuivre la compétition. François Migault ne retrouve un volant en Formule 1 qu'en 1974, chez BRM.
La déception est d'autant plus grande pour l'écurie que l'examen de la feuille de course permet de conclure que si la PC1 n'avait pas abandonné, elle se serait classée autour de la dixième  place finale,.

### 1972: reconversion en Grand Prix hors-championnat

#### Rothmans50 000
Bien que le budget ne l'écurie ne lui permette plus de prendre part au championnat du monde, Connew est décidé à poursuivre la compétition et le peu d'argent restant est utilisé pour remettre en état la suspension arrière de la monoplace. L'équipe s'engage alors au Rothmans 50 000, une épreuve de Formule libre organisée par le cigarettier anglais dotée d'une prime de 50 000 livres qui se déroule le 28 août à Brands Hatch. Cette épreuve accepte des Formule 1, des Formule 2, des Formule 5000, des Formule Atlantic, des Sports cars, des CanAm et des Clubmans.
En Formule 1, outre Migault sur la PC1, sont notamment engagés Emerson Fittipaldi sur Lotus, Brian Redman sur McLaren, Howden Ganley et Jean-Pierre Beltoise sur BRM, Henri Pescarolo et David Purley sur March. Une des difficultés de l'épreuve est qu'elle se déroule sur 503,27 kilomètres et que les monoplaces de Formule 1 ne peuvent pas parcourir une telle distance sans ravitailler. Or les Formule 1 ne sont pas conçues pour les ravitaillements en course. Si les McLaren et les BRM sont modifiées avec des réservoirs d'essence plus volumineux, Lotus et Connew optent pour des arrêts-ravitaillements au stand. Ces arrêts seront très pénalisants pour Connew car il faudra démonter la carrosserie pour accéder à l'orifice de remplissage situé derrière le siège du pilote.
Ce problème n'est toutefois pas le plus important pour Connew puisque, lors du premier jour des essais, le moteur de la PC1 coupe brutalement. Une fois la panne identifiée (casse d'une pièce assurant l'alimentation en carburant), Boor et Migault se rendent à Northampton dans les ateliers Cosworth remplacer la pièce défaillante tandis que le reste de l'équipe démonte le moteur. Le lendemain après-midi, Migault participe à la deuxième séance d'essais qualificatifs et réalise un temps de 1 min 30 s 3. Des mécaniciens des écuries adverses conseillent alors à Connew de faire rentrer son pilote aux stands car un problème affecte la PC1. Peu après, Migault parcourt la voie des stands dans un nuage de fumée : un segment a cédé.
Emerson Fittipaldi réalise la pole position en 1 min 22 s 5 et David Purley est le dernier qualifié en Formule 1, avec 1 min 26 s 5 tandis que Ronnie Mackay, en Formule Atlantic, est le trentième et dernier qualifié en 1 min 28 s 3. Migault, qui ne peut améliorer son temps, n'est que quarantième. Cette course est la dernière du pilote français pour Connew : il n'a apporté qu'environ 10 000 à 12 000 livres, désormais épuisées,.

#### World Champion Victory Race

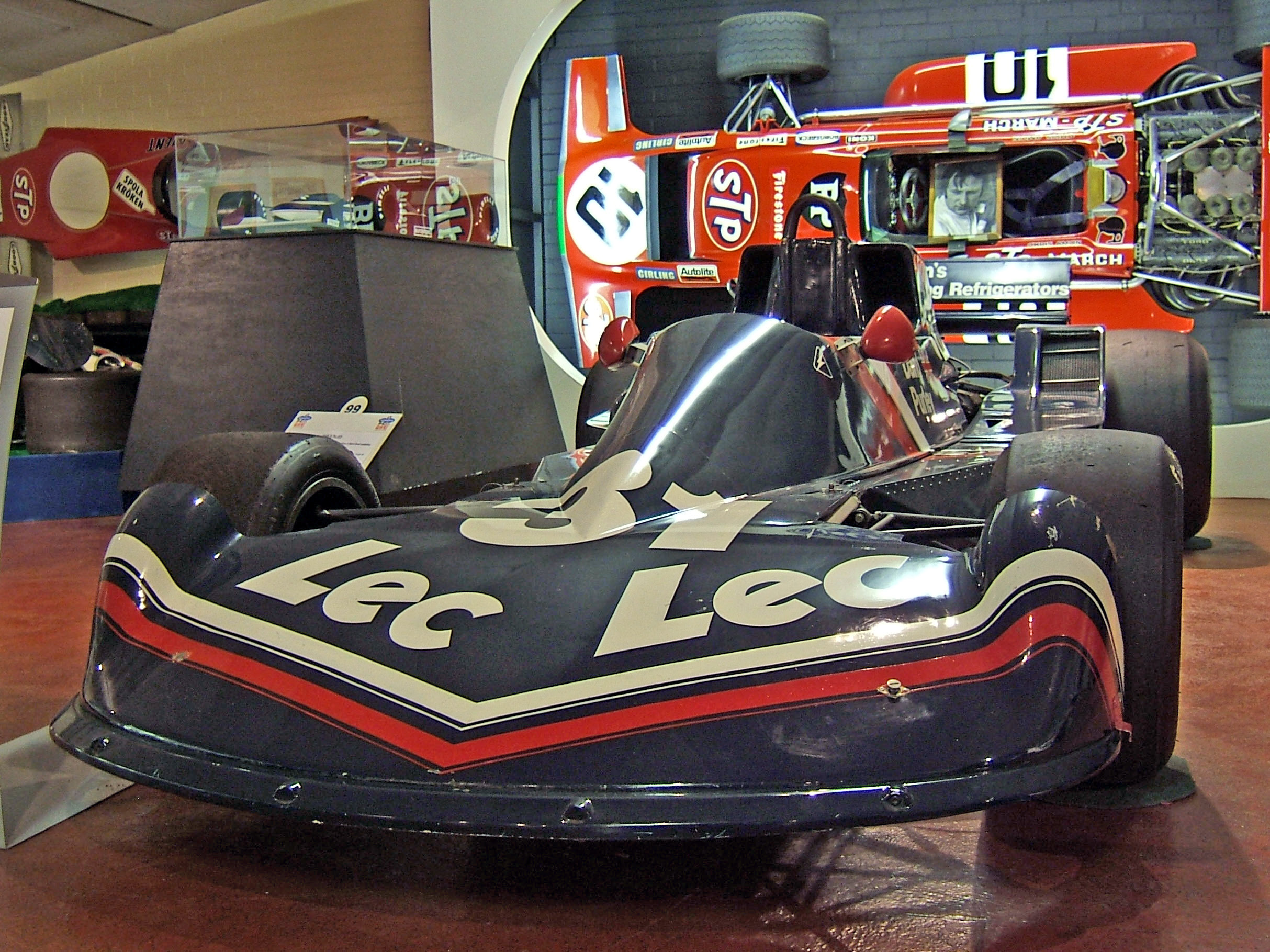
La PC1 reçoit une livrée similaire à celle de la Lec CPR1 de 1977.

Peter Connew confie son moteur endommagé à l'officine spécialisée Race Engine Services, tout en précisant qu'il n'est pas actuellement en mesure de payer une éventuelle réparation. Grâce à Promoto, il entre en contact avec Charles Purley, propriétaire de Lec Refrigeration, une entreprise britannique spécialisée dans l'électroménager qui finance la carrière en sport automobile de son fils David. Celui-ci a débuté en 1970 en championnat britannique de Formule 3 et a obtenu son premier succès au Grand Prix des Frontières à Chimay en Belgique, devant James Hunt. Charles Purley souhaite que son fils découvre la Formule 1 loin de toute pression, lors de courses hors-championnat, avant de s'engager en championnat du monde et lui avait déjà décroché un volant au Rothmans 50 000 (abandon au soixante-dixième tour sur casse moteur.
Les deniers de Purley permettent de réparer le Cosworth et d'engager la PC1 à la World Champion Victory Race John Player Challenge Trophy qui se tient le 22 octobre 1972 à Brands Hatch. Pour l'occasion, l'écurie est baptisée LEC Refrigeration Racing et la PC1 peinte dans une livrée bleu marine-blanc-rouge, couleurs de l'entreprise Lec.
La monoplace est testée sur le petit développement du circuit de Brands Hatch. Après dix minutes, Purley rentre au stand avec un pneumatique arrière crevé. Après deux autres tours, il rentre à nouveau après avoir cassé le levier de vitesses. Purley obtient, en 1 min 30 s 8, sa qualification à la vingt-neuvième place sur la grille qui accueille trente-deux concurrents. Emerson Fittipaldi s'élance à nouveau de la pole position avec un temps inférieur de dix secondes exactement. Juste après la séance de qualification, David Purley demande à ses mécaniciens l'installation d'un coupe-circuit dans l'habitacle : il a eu très peur lors de la course précédente quand l'accélérateur de sa March est resté bloqué en position ouverte et souhaite désormais pouvoir couper son moteur en cas de problème.
Boor bricole un système à la hâte et l'installe le long de la colonne de direction. Alors que la monoplace se met en place sur la ligne de départ, quelques instants avant la course, le moteur coupe brutalement : un câble du coupe-circuit s'est débranché. Boor, victime d'un ulcère, n'est plus présent pour identifier la cause du problème et la PC1 ne peut prendre le départ de l'épreuve,,.
John Webb, le propriétaire du circuit de Brands Hatch, offre 600 livres de prime à Peter Connew pour sa participation à l'épreuve tandis que Charles Purley renonce à poursuivre une éventuelle collaboration avec Connew pour la saison 1973 du championnat du monde.

### 1973: reconversion en Formule 5000

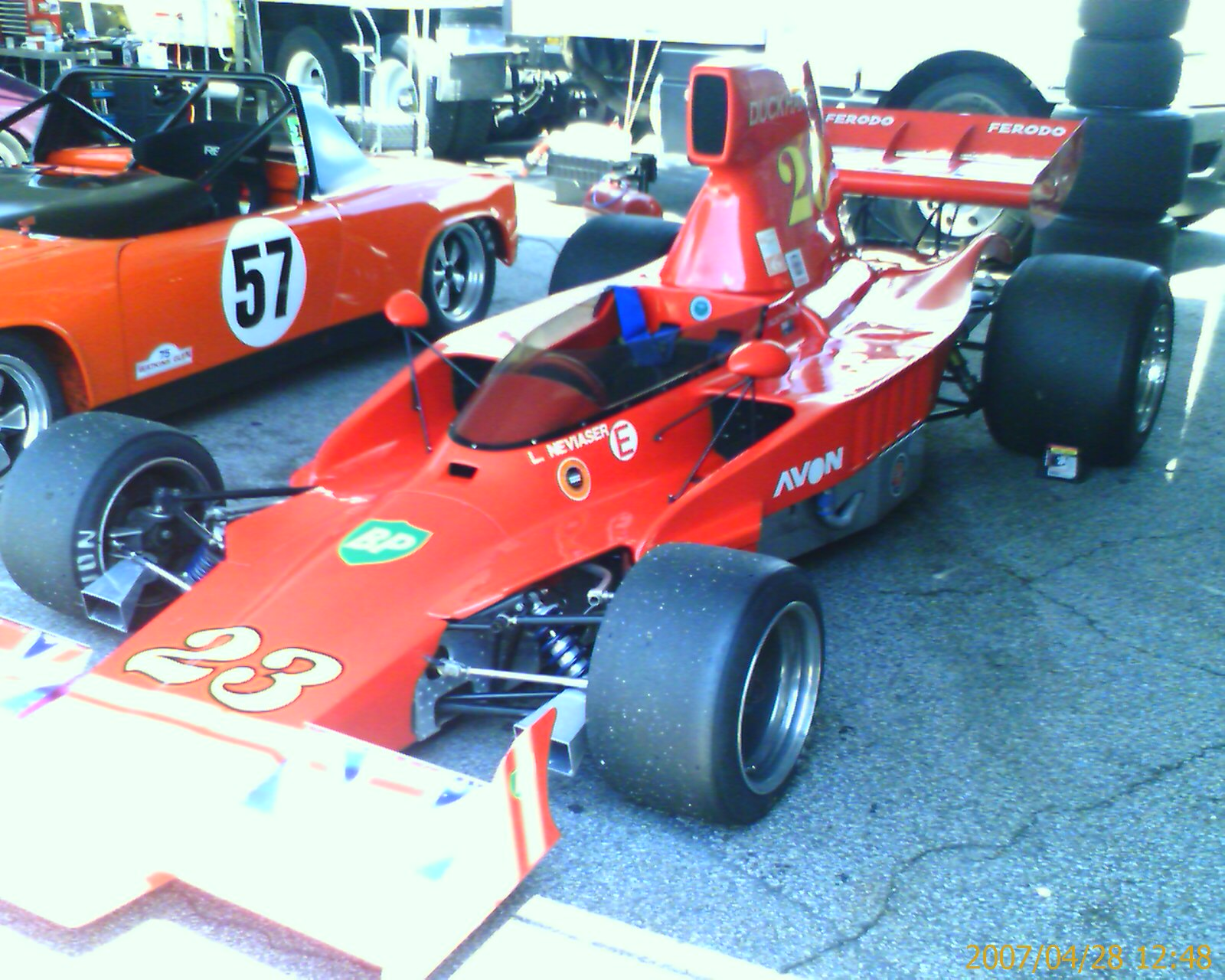
Une Formule 5000, telle cette Lola T332, est une monoplace à roues découvertes avec un moteur pouvant atteindre jusqu'à 5000 cm3.

Après l'échec de la Victory Race, le Cosworth est démonté et vendu à Tom Wheatcroft, le propriétaire du musée automobile de Donington Park. La somme récoltée permet de finir de payer l'achat initial du moteur à Phil Kerr et McLaren. Peter Connew, par l'intermédiaire de l'agence Promoto de Brian Kreisky, entre en contact avec un gentleman-driver suisse, Pierre Soukry, qui souhaite disposer du châssis pour s'engager en Formule 5000. Le Suisse possède en effet un bloc Chevrolet V8 de 5 litres qui peut être adapté à la boîte Hewland et accouplé au châssis de la PC1.
La nouvelle monoplace Connew PC1 002B est engagée en Rothmans F5000 Championship et fait ses débuts à Mallory Park le 8 juillet 1973, pour la dixième épreuve du championnat. À son volant, Soukry se qualifie en vingt-et-unième position sur vingt-cinq participants, à onze secondes de la pole position de Ian Ashley mais ne prend pas le départ à cause d'une casse du réservoir et d'une durit d'huile .
Soukry prend ensuite part à la treizième course de la saison, disputée à Brands Hatch le 27 août. Il réalise le vingt-troisième temps des qualifications, ce qui ne lui permet pas de prendre le départ puisque seules vingt monoplaces sont admises sur la grille. À l'issue de la course, Soukry récupère son moteur et laisse le soin à Peter Connew de trouver un autre pilote intéressé par son châssis.
Tony Trimmer, qui avait assisté à la présentation de la PC 001 l'année précédente, obtient un contrat avec Portobello Inn Bed and breakfast, une chaîne de chambres d'hôtes, pour disputer la dernière épreuve de la saison, à Brands Hatch, le 21 octobre. Il possède son propre moteur V8 Chevrolet avec lequel il a pris part à d'autres épreuves du championnat. Il se qualifie en vingt-troisième position mais abandonne en cours d'épreuve : dans le virage de Stilings Bend un ressort de suspension arrière lâche et il percute un rail de sécurité,.
Si Trimmer n'est pas blessé, le châssis de la monoplace est sévèrement endommagé alors que les finances de l'écurie sont au plus bas : il s'agit de la dernière course de l'équipe Connew.

### Liquidation de l'écurie
Peter Connew récupère le châssis endommagé et dépose le moteur de Tony Trimmer. La boîte de vitesses est vendue à un gentleman-driver anglais, Alain de Cadenet, qui prendra le départ de plusieurs éditions des 24 heures du Mans. Avec cette somme et la vente du matériel de course, Connew parvient à rembourser l'ensemble de ses créanciers.
Le châssis Connew PC1 002 ainsi que les ailerons avant, le cockpit, les jantes, les éléments de suspension sont remisés dans le jardin de Peter Connew, dans l'Essex, où ils demeurent encore, aux côtés du châssis PC1 001.
Peter Connew quitte le monde de la compétition automobile et devient concessionnaire des marques Jaguar et Daimler. Il intègre ensuite l'entreprise Ford où il devient consultant-designer. Tous les autres membres principaux de l'équipe reprennent leur ancienne activité : Barry Boor retrouve un emploi de professeur d'ébénisterie, Roger Doran redevient décorateur de magasin et son père soudeur. L'aventure de l'écurie Connew est définitivement close,.

## Caractéristiques techniques de la monoplace de Formule 1
| Caractéristiques techniques de la Connew PC1 002 |                                                  |
| Moteur                                           | Ford-Cosworth DFV 092                            |
| Architecture                                     | 8 cylindres en V à 90°                           |
| Cylindrée                                        | 2 993 cm3                                        |
| Puissance                                        | environ 430 ch à 9 500 tours par minute          |
| Carburant                                        | Shell, réservoir de 260 litres                   |
| Transmission                                     | propulsion                                       |
| Boîte de vitesses                                | Hewland DG 300 à 5 rapports et marche arrière    |
| Châssis                                          | aluminium monocoque, faux châssis avant          |
| Carrosserie                                      | fibre de verre et matériaux composites           |
| Empattement                                      | 2 489 mm                                         |
| Voie avant                                       | 1 574 mm                                         |
| Voie arrière                                     | 1 577 mm                                         |
| Suspensions                                      | ressort/fourche/câbles et amortisseurs Armstrong |
| Freins                                           | freins à disques, plaquettes Ferodo              |
| Pneumatiques                                     | Firestone                                        |
| Poids                                            | 580 kg                                           |

## Encadrement de l'écurie Connew

### Membres principaux
Ne sont présentés ici que les membres dont les noms et les fonctions sont attestés dans les diverses sources de l'article. Quelques autres personnes ont également contribué très épisodiquement au sein de l'écurie mais Barry Boor, « l'archiviste » de l'équipe n'est pas en mesure d'en indiquer les noms.
- Peter Connew : fondateur, concepteur, directeur technique et directeur sportif.
- Barry Boor : responsable de la réalisation des gabarits, des moules de carrosserie, des réalisations en matériaux composites.
- Ron Doran : mécanicien-soudeur.
- Roger Doran : mécanicien.
- Ronnie Olive : mécanicien.
- Steve Bertrand : mécanicien.
- John Gargin : mécanicien.
- Dave Justice : garçon d'atelier.
- Georges Lake : chauffeur.
- Don Strachan : comptable.

### Commanditaires principaux
- Ferodo : fourniture de système de freinage.
- Firestone : fourniture de pneumatiques.
- Shell France : fourniture d'huile et de carburant et partenariat financier.
- Darnval : partenariat financier.
- Promoto : partenariat financier.
- Capricorn Seafood limited : partenariat financier.
- Lec : partenariat financier.
- Portobello Inn Bed and breakfast : partenariat financier.
- SAPAL : moyens logistiques.

## Résultats de l'écurie en compétition

### Résultats en championnat du monde de Formule 1
| Saison | Écurie                     | Châssis        | Moteur           | Pneus     | Pilotes          | Grands Prix disputés | Points inscrits | Classement |
| ------ | -------------------------- | -------------- | ---------------- | --------- | ---------------- | -------------------- | --------------- | ---------- |
| 1972   | Darnval Connew Racing Team | Connew PC1 002 | Ford-Cosworth V8 | Firestone | François Migault | 3                    | 0               | 11e        |

| Saison | Écurie                     | Châssis        | Moteur           | Pneumatiques | Pilotes          | Courses | Courses | Courses | Courses | Courses | Courses | Courses | Courses | Courses | Courses | Courses | Courses | Points inscrits | Classement |
| Saison | Écurie                     | Châssis        | Moteur           | Pneumatiques | Pilotes          | 1       | 2       | 3       | 4       | 5       | 6       | 7       | 8       | 9       | 10      | 11      | 12      | Points inscrits | Classement |
| ------ | -------------------------- | -------------- | ---------------- | ------------ | ---------------- | ------- | ------- | ------- | ------- | ------- | ------- | ------- | ------- | ------- | ------- | ------- | ------- | --------------- | ---------- |
| 1972   | Darnval Connew Racing Team | Connew PC1 002 | Ford-Cosworth V8 | Goodyear     |                  | ARG     | AFS     | ESP     | MON     | BEL     | FRA     | GBR     | ALL     | AUT     | ITA     | CAN     | USA     | 0               | 11e        |
| 1972   | Darnval Connew Racing Team | Connew PC1 002 | Ford-Cosworth V8 | Goodyear     | François Migault |         |         |         |         |         | Forf    | Np      | Ni      | Abd     |         |         |         | 0               | 11e        |

Légende : ici 

### Résultats lors d'épreuves disputées hors championnat du monde de Formule 1 en 1972
| Épreuve et circuit                       | Formule       | Écurie                     | Châssis        | Moteur           | Pneus     | Pilotes          | Qualifications    | Résultat en course |
| ---------------------------------------- | ------------- | -------------------------- | -------------- | ---------------- | --------- | ---------------- | ----------------- | ------------------ |
| Rothmans 50 000 Brands Hatch             | Formule libre | Darnval Connew Racing Team | Connew PC1 002 | Ford-Cosworth V8 | Firestone | François Migault | 40e (30 partants) | Non-qualification  |
| World Champion Victory Race Brands Hatch | Formule 1     | Lec Refrigeration Racing   | Connew PC1 002 | Ford-Cosworth V8 | Firestone | David Purley     | 29e (32 partants) | Abandon au départ  |

### Résultats lors d'épreuves disputées en catégorie Formule 5000 (1973 Rothmans F5000 Championship)
| Année | Épreuve              | Écurie                | Châssis         | Moteur       | Pilotes       | Qualifications       | Résultat en course |
| ----- | -------------------- | --------------------- | --------------- | ------------ | ------------- | -------------------- | ------------------ |
| 1973  | Mallory Park (10/17) | Privé                 | Connew PC1 002B | Chevrolet V8 | Pierre Soukry | 21e pour 25 partants | Forfait            |
| 1973  | Brands Hatch (13/17) | Privé                 | Connew PC1 002B | Chevrolet V8 | Pierre Soukry | 23e pour 20 partants | Non-qualification  |
| 1973  | Brands Hatch (17/17) | Portobello Inn Racing | Connew PC1 002B | Chevrolet V8 | Tony Trimmer  | 23e pour 26 partants | Abandon en course  |